# Bataille de Saint-Aubin-du-Cormier (1488)
« Bataille de Saint-Aubin-du-Cormier » redirige ici. Pour les autres significations, voir Bataille de Saint-Aubin-du-Cormier (homonymie).
 (décembre 2008).
Guerre de Bretagne
Batailles
La bataille de Saint-Aubin-du-Cormier a lieu le 28 juillet 1488 entre, d'une part, les troupes du roi de France Charles VIII et, d'autre part, celles du duc de Bretagne François II et de ses alliés. La défaite de ces derniers clôt la « guerre folle », guerre féodale qui voit quelques princes français profiter d'une période de régence pour se révolter contre la puissance royale, défendue par la régente Anne de Beaujeu pour son frère mineur Charles VIII.

## Origines
La guerre entre le duc de Bretagne et le roi de France a plusieurs causes.
- Le duc François II de Bretagne tente de préserver son pouvoir face aux visées du roi de France. Il chercha constamment des appuis extérieurs mais ses multiples promesses d'alliance matrimoniale de sa fille Anne, héritière du duché (d'abord avec Maximilien d'Autriche, puis Alain d'Albret, puis au roi d'Angleterre, et enfin de nouveau à Maximilien d'Autriche), si elles lui valent de nombreuses alliances de façade, ne lui fournissent aucun appui solide au moment décisif, et irritent le trône de France.
- La politique de Louis XI lui a suscité l'opposition des grands féodaux, dont François II de Bretagne, provoquant la courte guerre de la ligue du Bien public en 1465, puis la capitulation bretonne par le traité d'Ancenis en 1468. Le roi de France a prévalu mais les tensions sont toujours là à sa mort en 1483.
- Les mêmes grands féodaux profitent de l'occasion pour tenter de faire reculer le pouvoir royal, tandis que le duc d'Orléans tente d'obtenir la régence attribuée de longue date à Anne de Beaujeu, fille ainée de Louis, en attendant la majorité de l'héritier Charles VIII qui n'a que treize ans. Mais Anne l'a emporté aux états généraux de 1484, et ses adversaires ne s'avouant pas vaincus ont déclenché la guerre folle l'année suivante. Le parti royal prend vite l'avantage, François II est rapidement contraint à une trêve, et la guerre ne reprend sur ce front qu'en 1487. Le comte de Dunois, le duc d'Orléans et d'autres princes français ont rejoint la cour du duc François II de Bretagne.
- L'administration déficiente et corrompue du duc, plus intéressé par la politique extérieure du duché, causa plusieurs soulèvements de la petite noblesse et des villes de Bretagne. Les révoltés ne manquent pas de faire appel au trône de France. En mars 1487, une soixantaine de nobles bretons réunis chez Françoise de Dinan à Châteaubriant font appel à la régente pour chasser de la cour du duc les conseillers qui leur déplaisent et les princes français révoltés. Celle-ci, par l'intermédiaire d'André d'Espinay, d'origine bretonne, archevêque de Bordeaux, promet 4 000 hommes aux factieux dans cet objectif commun et s'engage à ensuite quitter la Bretagne.

## Campagnes
La campagne de 1487 s'était soldée par un semi-échec pour l'armée royale. Celle-ci, après avoir réduit au mois de mars les possessions de Dunois en Poitou, se dirige vers la Bretagne. Après avoir obtenu l'ouverture des places frontières de Châteaubriant, Vitré, Ancenis et Clisson, elle avait pris Vannes, puis provoqué la débandade des Bretons devant Ploërmel. Le siège de Nantes est levé le 6 août 1487 après des semaines de combat, grâce à l'intervention de l'armée de secours de Dunois. En repartant, l'armée royale laisse des garnisons à Vitré, Saint-Aubin-du-Cormier, Dol-de-Bretagne et Auray, notamment.
Alain d'Albret, qui reçoit une nouvelle promesse de mariage, envoie une armée de secours, arrêtée à Nontron.
Le baron de Rieux rallie le camp du duc et Vannes est reprise en mars 1488. Une nouvelle campagne part au printemps 1488 de Pouancé. L'armée française est renforcée de mercenaires, d'une artillerie mise en œuvre par des spécialistes italiens et suisses, qui lui permet d'emporter villes et châteaux, dont :
- le 23 avril, Châteaubriant, après une semaine de siège ;
- le 19 mai, Ancenis, investi dans la nuit du 12 au 13.

Une trêve commence le 1er juin, et dure jusqu'au 9 juillet. Dès le 10, les troupes royales commencent d'investir l'importante place de Fougères. Le 12, elle est complètement encerclée, et prise le 19. Les principales places gardant les entrées de la Bretagne sont alors aux mains du roi de France.
L’armée des conjurés se rassemble avec grand retard : ce n’est que le 24 que la montre est faite par le duc de Bretagne. La décision est prise d’affronter l’armée royale, et de porter secours à Fougères. Apprenant seulement le 26 la chute de la ville, les conjurés décident de reprendre Saint-Aubin-du-Cormier, afin de rétablir un équilibre. Leur armée y attend l'armée royale.

## Déroulement de la bataille

### Mise en place

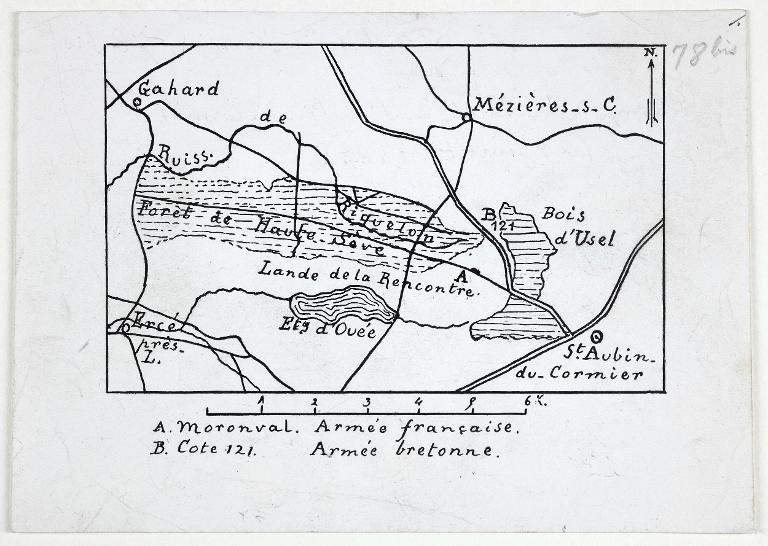
Carte du site de la Bataille de Saint-Aubin-du-Cormier et positions des belligérants

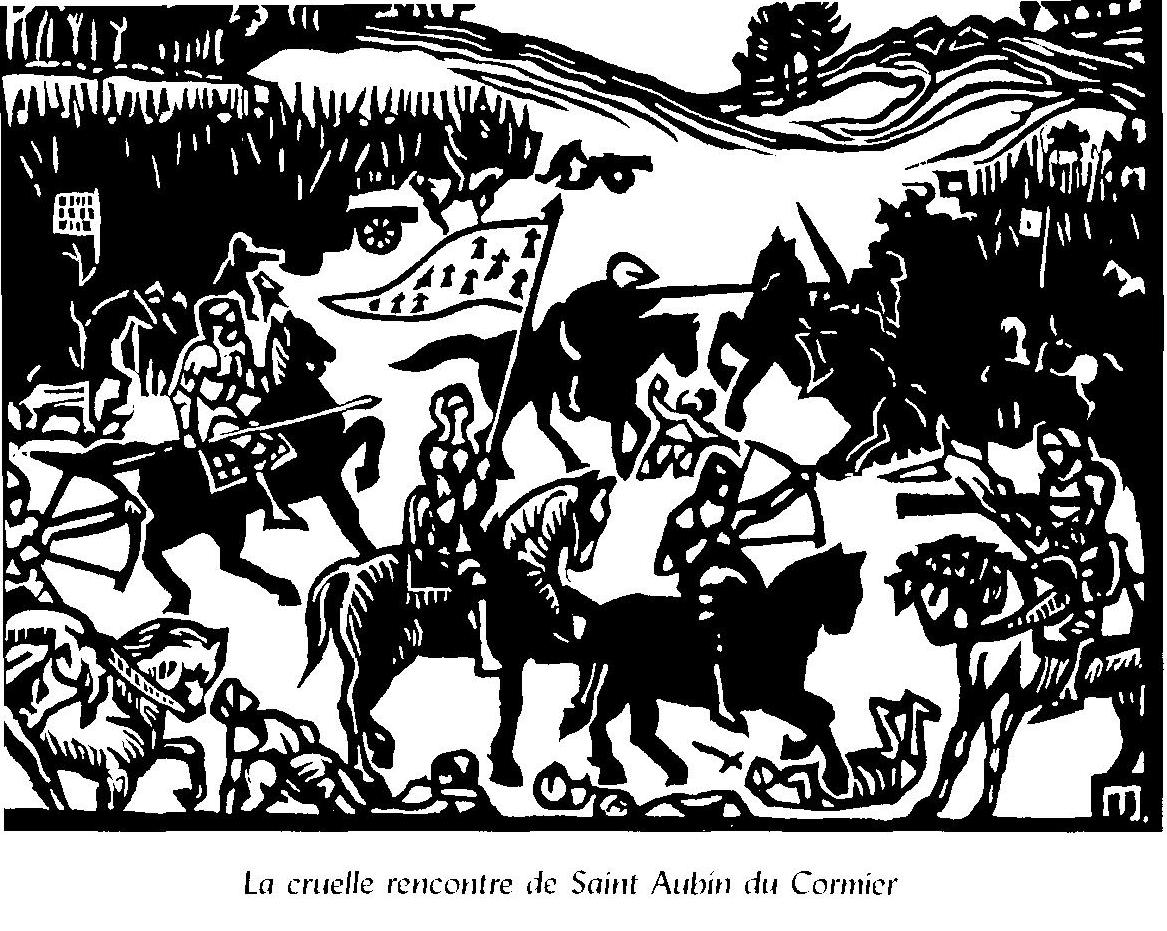
Dessin de Jeanne Malivel, 1922.

Le 28 juillet 1488, l'armée du duc de Bretagne se présente, face à celle du roi de France, organisée ainsi :
- l’ost breton, dont François de Rohan (fils de Jean II), âgé de 18 ans, qui y trouve la mort, de même que les sires de la Roche-Jagu (Pierre Péan), de Kermarquer (alors en Pleumeur-Gautier), etc.. ;
- les compagnies d’ordonnance (francs-archers) ;
- 2 500 fantassins et arbalétriers gascons et béarnais, débarqués à Quimper, accompagnés par 1 000 Aragonais ;
- 700 à 800 lansquenets allemands, reliefs de la petite armée de Maximilien d'Autriche ;
- 300 archers anglais environ, survivants de l'embuscade de Dinan ;
- un certain nombre de Castillans ;
- les gentilshommes accompagnant les princes français ; le duc d’Orléans, Lord Scales et le prince d’Orange combattent à pied, avec leurs gens, pour leur remonter le moral[3].

soit un total de 11  à   12 000 hommes.
À cette composition hétéroclite, s'ajoute un commandement disparate, dont font partie le maréchal de Rieux, adversaire du duc de Bretagne en 1487, le duc d'Orléans (futur Louis XII), et d'autres grands féodaux.
L'artillerie bretonne comprend environ 700 pièces de toutes qualités à la fin du XVe siècle, y compris les pièces de places fortes et les pièces dépassées ; sur le champ de bataille, elle se révèle inférieure à son homologue. Peu de nobles bretons se sont joints à cette armée, et certains prirent même les armes dans l'armée royale.
Rieux fait revêtir à 1 000 Bretons le hoqueton orné d'une croix rouge des archers anglais.
L'aile gauche et avant-garde de l'armée ducale est commandée par le maréchal des Rieux ; le centre est emmené par Alain d'Albret, avec l'artillerie à l'arrière (sur le flanc droit pendant la bataille) et la cavalerie.
Cette armée affronte l’armée royale forte de 10 000 hommes dont 12 bandes d'infanterie suisses (4 000 hommes), 25 compagnies d'ordonnance, 200 archers de la garde royale, plus l’arrière-ban de Normandie et 700 à 800 arbalétriers. Elle est commandée par Louis II de la Trémoille. Parmi les chevaliers de l'armée du roi, se trouvent aussi des nobles bretons dont le vicomte Jean II de Rohan. L'artillerie royale était la plus puissante d'Europe à l'époque.
Les troupes royales arrivent sur le champ de bataille par petits groupes dispersés, avec à l'avant-garde Adrien de l'Hospital, le corps principal dirigé par La Trémoille, et l'arrière-garde par le maréchal de Baudricourt. Un échange d'artillerie, qui entame les forces de part et d'autre, commence alors que les forces ne sont pas encore rangées en bataille.

### L'affrontement

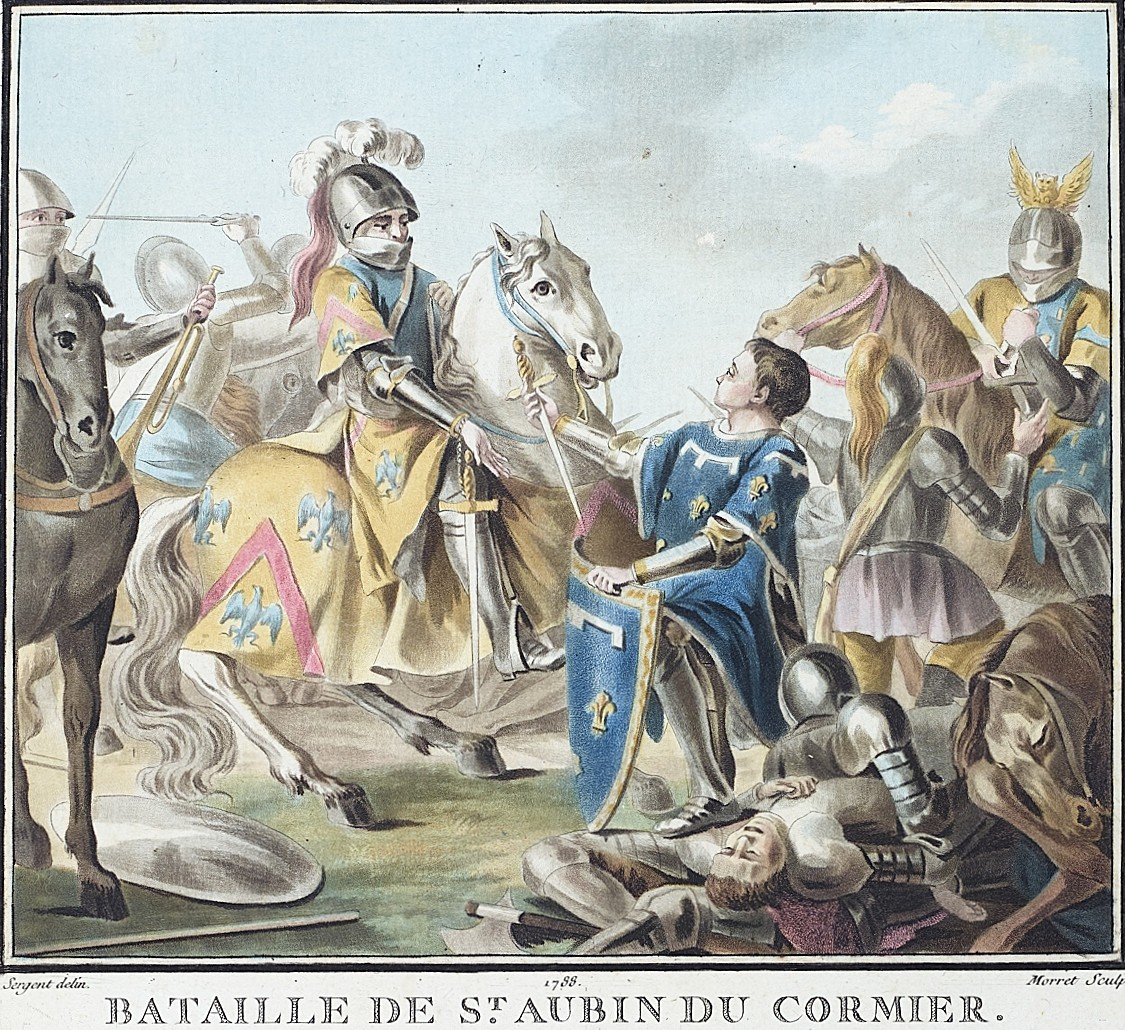
Antoine Sergent ː La Bataille de Saint-Aubin-du-Cormier. La scène représentée sur ce dessin illustre la reddition du duc d'Orléans (futur Louis XII), à genoux au premier plan (reconnaissable à son écu aux armes de France brisées d'un lambel d'argent), devant La Trémoille. Autour de cette scène, quelques cadavres et combattants.

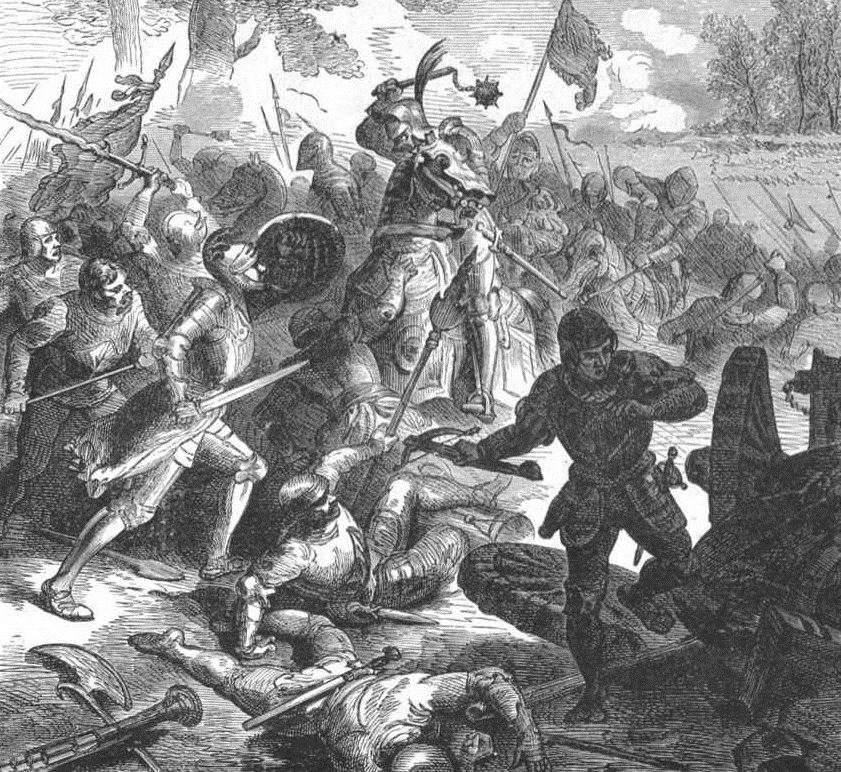
Paul Lehugeur : La bataille de Saint-Aubin-du-Cormier (1488).

L’armée bretonne ne bouge pas avant 14 h 00 tandis que l’armée royale se met en place, mais avant que celle-ci ait fini de tenir son conseil de guerre, l'attaque bretonne est lancée avec une charge sur le flanc droit des troupes royales. Cette charge réussit à enfoncer fortement les rangs royaux, au cri de saint Samson (saint du jour), mais n'emporte pas la décision.
La Trémoille attaque le centre breton. Comme dans la plupart des batailles médiévales, le moment décisif tient en moins d’un quart d’heure. Une faille apparait dans le front breton, aussitôt exploitée par l'artillerie royale et une charge de la cavalerie italienne emmenée par Jacomo Galeotta, alors que l’arrière-garde bretonne n'intervient pas. De Rieux et Albret s’enfuient, l’un à Dinan, l’autre à Rennes. C’est alors le massacre, aucune demande de grâce contre rançon n’étant acceptée, ni sur le champ de bataille ni pendant la poursuite qui suivit. Au cours de la bataille qui a duré quatre heures, 5  à   8 000 combattants côté breton meurent sur la lande de Saint-Aubin-du-Cormier contre 1 500 dans le camp royal.

## Conséquences
François II doit accepter le traité du Verger, signé le 19 août 1488. Le duc s'engageait à éloigner du duché les princes et tous les étrangers qui s'étaient impliqués dans la guerre contre le roi de France Charles VIII ; il ne marierait pas ses filles sans consulter le roi de France ; Saint-Malo, Fougères, Dinan et Saint-Aubin sont remises en garantie au roi dont les droits sur la succession ducale sont réservés pour le cas où le duc décèderait sans enfant mâle.
Les mariages d'Anne de Bretagne avec Charles VIII, puis avec Louis XII résultent de ce traité.
La bataille de Saint-Aubin-du-Cormier met un coup d'arrêt à la révolte des princes : Louis d'Orléans, futur Louis XII, et le prince d'Orange sont capturés. Alain d'Albret et le sire de Rieux réussissent à s'échapper et jouent par la suite un rôle important dans le conflit qui a lieu en Bretagne. En effet, malgré cette victoire et le traité du Verger, dès la fin 1488, la guerre reprend pour encore trois ans, jusqu'à ce qu'en décembre 1491, Charles VIII épouse Anne de Bretagne.
En 1492 une poignée de nobles et de bourgeois bretons, notamment le vicomte de Rohan et Pierre Le Pennec, ancien maître des requêtes, ourdissent un "complot breton" et recherchent l'alliance anglaise afin de reprendre la guerre contre Charles VIII, mais sans succès.

## Symbole régional

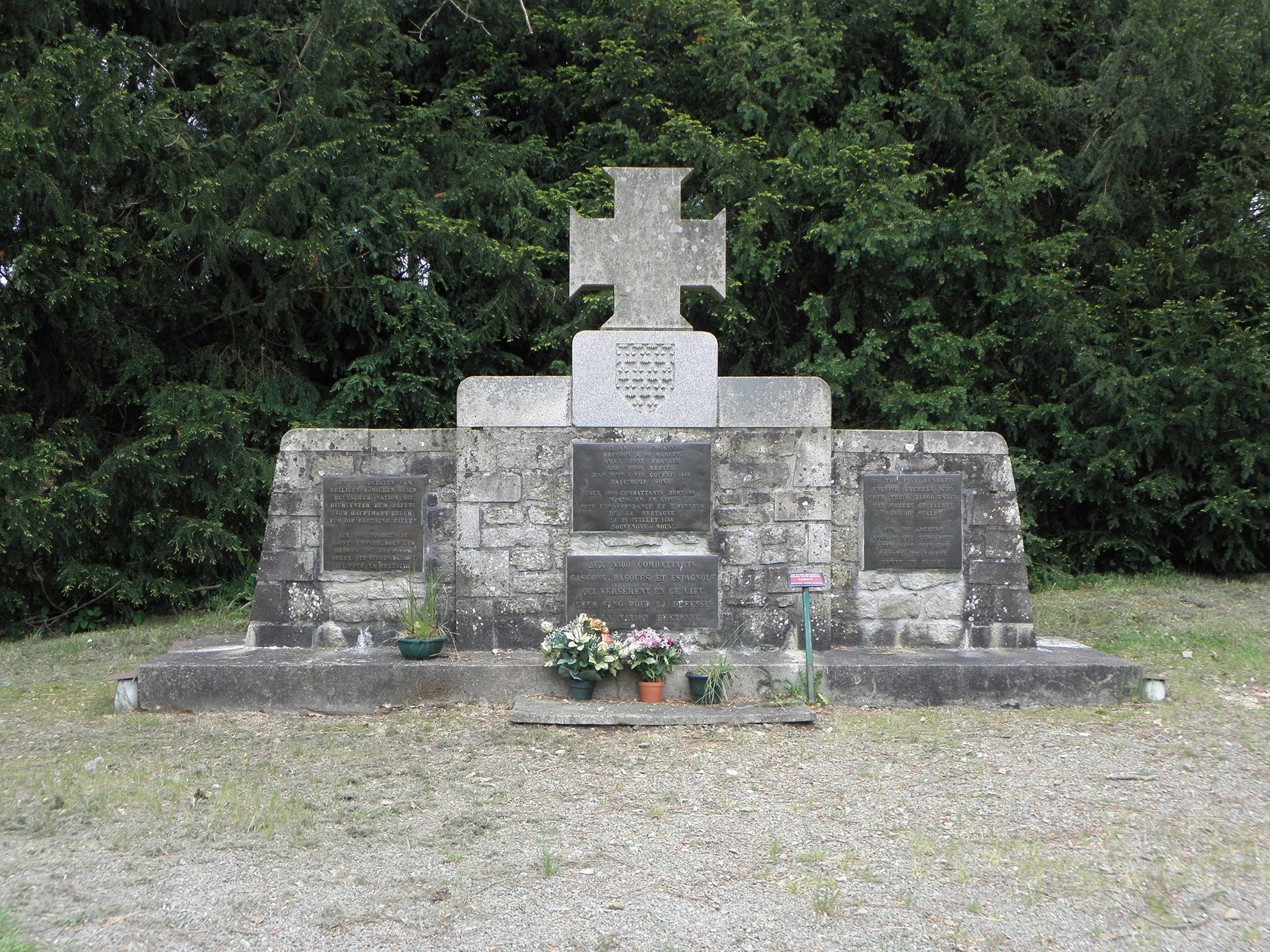
Stèle de la Lande de la Rencontre à Saint-Aubin-du-Cormier.

À posteriori, cette bataille est considérée par les nationalistes bretons comme le moment où la Bretagne perd son indépendance, malgré les trois années de campagne qui suivent ; elle est donc considérée comme un moment fort de l'histoire de la Bretagne. Comme l'écrit Léon Le Meur, « La bataille de Saint-Aubin sonna le glas de l'indépendance bretonne »,. Des nationalistes bretons ont fait disperser leurs cendres sur le lieu de la bataille[réf. nécessaire].
Un projet d'enfouissement de déchets ménagers en 2000 (centre d'enfouissement de déchets ultimes de classe 2) sur le site de la bataille à Mézières-sur-Couesnon, en Ille-et-Vilaine provoque une telle mobilisation du mouvement breton que le projet est abandonné.